# Plage de Fetovaia
La plage de Fetovaia est une plage de l'île d'Elbe (Toscane) située dans la partie sud-ouest de l'île. 

## L'anse

### Le promontoire
La plage est protégée par un promontoire étroit - équipé d'un belvédère pendant la Seconde Guerre mondiale - couvert d'ajoncs, de chênes verts et de grands buissons typiques du maquis méditerranéen. Cela permet à la baie d'avoir une eau calme et adaptée aux bateaux. 

### La plage
La plage se caractérise par un fond formé de sable blanc fin qui s'étend sur environ deux cents mètres et donne à la baie des couleurs turquoise. 

## Articles associés
- Étendues côtières de l'Italie
- Côtes italiennes
- Île d'Elbe